# Chicago – Engel mit schmutzigen Gesichtern
Chicago – Engel mit schmutzigen Gesichtern ist ein US-amerikanischer Gangsterfilm des Regisseurs Michael Curtiz aus dem Jahr 1938.

## Handlung
Die Freunde William Rocky Sullivan und Jerome Jerry Connelly wachsen als Straßenjungs in einem Chicagoer Armenviertel auf. Im Jahr 1923 wird Rocky bei einem gemeinsamen Einbruch in einen Güterwagon festgenommen, während Jerry durch einen Spurt entkommen kann. Dieses Ereignis wird das Leben der beiden verändern. Rocky kommt in ein Jugendgefängnis, wo er mit Kriminellen in Kontakt gerät und nach der Haft eine Karriere als Gangster beginnt. Er wird in der Prohibition zu einem bekannten Gangster und gerät noch mehrmals in Haft. Connelly läutert sich hingegen, wird ein katholischer Priester und hat sich inzwischen dem Kampf gegen die Jugendkriminalität verschrieben.
Im Jahr 1938 kehrt Sullivan nach der Verbüßung einer dreijährigen Gefängnisstrafe in das Stadtviertel zurück, in dem er aufwuchs, und wo er einst seine kriminelle Karriere startete. Dort trifft er Connelly wieder. Unter Jerrys Obhut befindet sich unter anderem eine Gruppe von Straßenkindern, die er auf den rechten Weg bringen will. Ein Mittel dazu sind Basketballspiele zwischen jugendlichen Gangs, die aber immer wieder daran scheitern, dass sich keiner der Straßenjungs an die Spielregeln halten will – ganz so wie im täglichen Leben auf der Straße, bei dem sich stets das Recht des Stärkeren durchsetzt. Die Jugendlichen befreunden sich mit Rocky, den sie als Idol und Helden verehren. Daher kommt es immer wieder zu Auseinandersetzungen zwischen den alten Freunden.
Rocky hatte eine Beute in Höhe von 100.000 US-Dollar bei seinem Geschäftspartner, dem korrupten Anwalt James Frazier, hinterlegt. Nach den drei Jahren Haft ist Frazier aber inzwischen Gefolgsmann des Unterwelt-Bosses Keefer geworden und denkt nicht daran, das Geld an Rocky auszuhändigen. Rocky entgeht einem Mordanschlag und entführt Frazier. Er kann die 100.000 US-Dollar erpressen und nimmt auch brisante Akten an sich, die Keefer und Frazier hinter Gitter bringen können. Durch deren Besitz wird er zum Geschäftspartner von Keefer und Frazier, die ihn aber immer noch gerne beseitigen würden. Rocky freundet sich unterdessen mit der Sozialarbeiterin Laurie Ferguson an, die sich in ihn verliebt und an seine gute Seite glaubt.
Einen Teil seiner 100.000 Dollar möchte Rocky an Jerry spenden, der ein Jugendzentrum errichten möchte, doch der lehnt das schmutzige Geld ab. Jerry erkennt, dass Polizei, Staatsanwaltschaft, Presse und Politik der Stadt von Keefers Bande korrumpiert oder zumindest eingeschüchtert sind. Er bezichtigt Keefer, Frazier und auch seinen Jugendfreund Rocky öffentlich Straftaten. Die Informationen hat Jerry aus den Akten von Rocky, die dieser bei dem Priester verwahrt hatte. Da alle Bestechungsversuche nichts nützen, planen Frazier und Keefer die Ermordung des Priesters und wollen dabei auch die Akten an sich nehmen. Rocky, der durch Zufall von dem Komplott erfährt, beschließt, seinem Freund das Leben zu retten. Er erschießt Frazier und Keefer und wird dafür zum Tod auf dem Elektrischen Stuhl verurteilt.
Im Gefängnis wird er von Jerry besucht, der ihn bittet, vor seiner Hinrichtung auf dem elektrischen Stuhl nicht als „harter Mann“, sondern als weinender „Feigling“ aufzutreten. Damit will der Priester verhindern, dass Rocky durch einen heldenhaften Tod für die Straßenkinder zum gefeierten Märtyrer wird und diese denselben Weg wie er gehen wollen. Rocky sträubt sich zwar zunächst, beginnt jedoch kurz vor seiner Hinrichtung, laut um sein Leben zu flehen. Als die Jugendlichen aus der Zeitung davon erfahren, wenden sie sich enttäuscht von ihrem Idol ab. Connelly fordert die Jungs dazu auf, „für einen Jungen zu beten, der nicht so schnell laufen konnte wie er selbst“.

## Hintergrund
Die Mitglieder der Straßenbande werden von Billy Halop, Bobby Jordan, Leo Gorcey, Gabriel Dell, Huntz Hall und Bernard Punsly gespielt. Diese sechs Jugendlichen waren in den 1930er Jahren als Dead End Kids bekannt und werden auch unter diesem Namen im Vorspann aufgeführt. Von 1935 bis 1939 waren sie in sieben gemeinsamen Filmen und einem Theaterstück zu sehen. Das Theaterstück Dead End gab ihnen den Namen. Die Verfilmung des Stückes eröffnete dann 1937 die Reihe der Filme. Der deutsche Titel dieses ersten Films ist Sackgasse, Regie führte William Wyler.
James Cagney griff für seine Darstellung des Gangster Rocky auf Erfahrungen zurück, die er als Jugendlicher im New Yorker Viertel Hell’s Kitchen gemacht hatte.
Bis heute ist umstritten, ob Rocky am Ende des Films seine Todesangst und Verzweiflung nur spielt, um seinem Freund einen Gefallen zu tun, oder angesichts des elektrischen Stuhls wirklich Panik bekommt. Cagney sagte einmal in einem Interview, die Interpretation dieser Szene sei jedem selbst überlassen.
Chicago – Engel mit schmutzigen Gesichtern war einer der ersten großen Erfolge von Humphrey Bogart vor seinem eigentlichen Durchbruch zum Superstar im Jahr 1941 mit Entscheidung in der Sierra. Die Besetzung des blonden James Cagney als good-bad-guy, dem Bösen mit Herz, der durch die Umstände auf die schiefe Bahn geraten war, und des dunkelhaarigen Humphrey Bogart als bad-bad-guy, dem herzlosen „nur-bösen“ Gangster, war ein Besetzungsmodell für mehrere weitere Gangsterfilme. Cagney und Bogart drehten kurz darauf den Gangsterfilm Die wilden Zwanziger und den Western Oklahoma Kid zusammen.
Am Drehbuch des Films waren neben den im Vorspann genannten Autoren auch Ben Hecht und Charles MacArthur beteiligt. In Deutschland ist er auch unter dem Alternativtitel Chikago erschienen.

## Synchronisation
Die deutsche Synchronfassung zu Engel mit schmutzigen Gesichtern entstand in den 1960er-Jahren bei der Berliner Synchron nach einem Dialogbuch von Fritz A. Koeniger unter Synchronregie von Klaus von Wahl.
| Rolle                    | Schauspieler    | Dt. Synchronstimme |
| ------------------------ | --------------- | ------------------ |
| William 'Rocky' Sullivan | James Cagney    | Wolfgang Draeger   |
| Pater Jerry Connolly     | Pat O’Brien     | Michael Chevalier  |
| Laury Ferguson           | Ann Sheridan    | Bettina Schön      |
| James Frazier            | Humphrey Bogart | Gerd Martienzen    |
| Mac Keefer               | George Bancroft | Martin Hirthe      |
| Soapy                    | Billy Halop     | Wolfgang Condrus   |
| Rocky als Jugendlicher   | Frankie Burke   | Arne Elsholtz      |
| Jerry als Jugendlicher   | William Tracy   | Ulli Lommel        |

## Kritiken
„Trotz des plump moralisierenden Endes ist die Produktion eines der überzeugendsten Werke des amerikanischen Gangsterfilms. Der gesellschaftliche Hintergrund des Verbrechertums, die Faszination der Kriminalität als Ventil für soziale Frustrationen wird deutlich herausgearbeitet. Sehenswert auch das intensive Spiel James Cagneys und Humphrey Bogarts, die als klassisch gewordenes Kontrahentenpaar auftreten.“

„Hervorragender, schon klassisch gewordener Gangsterfilm aus dem Jahr 1938 über die ungute Entwicklung eines Jungen aus den Slums der großen amerikanischen Stadt bis hin zu seinem Tod auf dem elektrischen Stuhl. Die Sympathien der Hersteller, die sie offensichtlich ihrem negativen Helden entgegenbrachten, überlagern den moralischen (und leider emotional-sentimentalen) Schluß. Deshalb nur etwas für urteilsfähige Freunde dieses harten Genres.“

## Auszeichnungen
- 1939: Oscar-Nominierung für James Cagney als Bester Hauptdarsteller
- 1939: New York Film Critics Circle Award für James Cagney als Bester Schauspieler
- 2024: Aufnahme in das National Film Registry

## DVD-Veröffentlichung
- Chicago – Engel mit schmutzigen Gesichtern. Warner Home Video 2005